# Direcció General de la Indústria Alimentària
La Direcció General de la Indústria Alimentària és un òrgan de gestió adscrit a la Secretaria General d'Agricultura i Alimentació del Ministeri d'Agricultura, Pesca i Alimentació. S'encarrega de la regulació del sector alimentari espanyol, assegurant que es compleixen les normatives nacionals i europees de control i sanitàries, així com sancionar les irregularitats i perseguir el frau en la indústria alimentària.

## Funcions
Les funcions de la Direcció general es regulen en l'article 6 del Reial decret 904/2018:
- Desenvolupar les competències del Departament en matèria de foment de la indústria alimentària i begudes, i la millora de la seva competitivitat i sostenibilitat.
- Exercir les competències del Departament en matèria de foment de la vertebració sectorial a través de l'associacionisme i de l'economia social de caràcter agroalimentari. En particular, en desenvolupament de la Llei 13/2013, de 2 d'agost, de foment de la integració de cooperatives i d'altres entitats associatives de caràcter agroalimentari.
- Desenvolupar les competències del Departament relatives a la millora del funcionament de la cadena alimentària, incloent la coordinació amb altres unitats per al desenvolupament de les mateixes.
- Exercir les competències en relació amb l'Observatori de la Cadena Alimentària, amb la finalitat de dotar de major transparència als mercats, i en relació amb el Codi de Bones Pràctiques Mercantils en la Contractació Alimentària, així com la resta de funcions assignades al Ministeri en la Llei 12/2013, de 2 d'agost, de mesures per millorar el funcionament de la cadena alimentària.
- Desenvolupar la política del Departament en relació amb el desaprofitament alimentari, a través de l'estratègia espanyola per a la prevenció i reducció del desaprofitament alimentari.
- Analitzar els components del consum alimentari a Espanya i la seva evolució en les diferents fases i sectors de la cadena alimentària. Proposar i desenvolupar les línies d'actuació en matèria de formació d'alt nivell, comercialització i distribució de la cadena alimentària.
- Desenvolupar les directrius de la política de vertebració sectorial i de relacions contractuals en l'àmbit alimentari i facilitar la interlocució entre els diferents components de la cadena alimentària, des del productor fins al consumidor, a través d'actuacions que millorin la transparència dels mercats.
- Exercir les competències del Departament en relació amb les Organitzacions Interprofessionals, i en particular, prestant el suport i impulsant a les mateixes, facilitant la generació de valor al llarg de la cadena alimentària i la seva distribució entre els diferents operadors.
- Desenvolupar les competències del Departament en la fixació de les línies directrius en matèria de política de qualitat diferenciada agroalimentària i, en particular, la qual cosa es refereix a denominacions d'origen protegides, indicacions geogràfiques protegides, especialitats tradicionals garantides, esments tradicionals de vi, o a qualsevol altre sistema relatiu a la protecció i desenvolupament de termes de qualitat facultatius; i a la producció ecològica, orgànica o biològica, en el marc de la legislació nacional i europea sobre aquestes matèries. Així mateix, l'ordenament i l'aplicació de la normativa específica especialment la Llei 6/2015, de 12 de maig, de Denominacions d'Origen i Indicacions Geogràfiques Protegides d'àmbit supraautonòmic.
- Coordinar la vigilància de marques en l'àmbit de la qualitat diferenciada agroalimentària, així com els controls oficials dels productes de qualitat diferenciada i de producció ecològica al llarg de la cadena alimentària, sense menyscapte de les competències que els correspongui a les autoritats de consum i de seguretat alimentària.
- Desenvolupar les competències del Departament en matèria de política de qualitat alimentària i, en particular, la qual cosa es refereix al seu desenvolupament normatiu i al control i defensa contra el frau en la qualitat alimentària, participant en els Planes i campanyes de Control en coordinació amb la Unió Europea les comunitats autònomes i altres unitats i Departaments implicats en aquest control.
- Coordinar i gestionar el funcionament del Sistema d'assistència i cooperació administrativa en matèria de fraus alimentaris de la Unió Europea, exercint com a interlocutor d'altres ens o Departaments en competències en aquest control.
- Col·laborar amb les comunitats autònomes i la resta d'unitats de l'administració en matèria de coordinació, informació, prospecció, formació i acords d'interpretació normativa en tot el relacionat amb la qualitat alimentària.
- Exercir, en coordinació amb les altres unitats i Departaments implicats, les competències i compromisos que per al Departament es deriven de la pertinença del Regne d'Espanya a l'Organització Internacional de la Vinya i el Vi (OIV).
- Desenvolupar les competències del Departament en el control analític en el laboratori dels aliments, els pinsos, dels formulats fitosanitaris, dels fertilitzants i d'altres mitjans de la producció, incloent la detecció i quantificació de residus de plaguicides i de organismes modificats genèticament (OMG).
- Col·laborar amb les comunitats autònomes i la resta d'unitats de l'administració en tot el relacionat amb aquestes anàlisis. Realitzar anàlisis arbitrals quan escaigui. Participar en els Planes de Control en les matèries enumerades en coordinació amb la Unió Europea, les comunitats autònomes i altres Departaments implicats en aquest control.
- Dur a terme les activitats d'autenticació requerides per la Unió Europea encaminades a lluitar contra el frau dels aliments en coordinació amb la resta d'unitats de l'administració amb competències en aquesta matèria.
- Coordinar i col·laborar amb les comunitats autònomes i altres unitats de l'administració en l'estudi i elaboració de metodologia analítica i en la proposta de mètodes oficials d'anàlisis.
- La planificació, coordinació i adreça tècnica dels laboratoris adscrits o dependents de la Direcció general, així com el desenvolupament de les competències assignades al laboratori pel seu nomenament com a Laboratori Europeu o nacional de referència en diferents matèries.
- Proposar, desenvolupar i difondre actuacions encaminades a promocionar i orientar el consum de productes agroalimentaris i pesquers, estimular la producció d'aliments de qualitat mitjançant les convocatòries de premis així com el disseny i realització de campanyes institucionals de publicitat i de comminació, en coordinació, si escau, amb la Secretaria General de Pesca i l'ICE España Comercio e Inversiones, E.P.E
- Assistir i col·laborar amb empreses i entitats associatives dels sectors agroalimentari i pesquer per facilitar la seva participació en fires i exposicions nacionals i internacionals.
- Exercir les competències del Departament, en col·laboració amb el Fondo Español de Garantia Agrària, O.A. (FEGA), en la gestió dels programes europeus de promoció alimentària i als Programes Escolars de distribució de fruites i hortalisses, plàtans i llet.
- Cooperar amb les comunitats autònomes i entitats representatives del sector en desenvolupament d'aquestes funcions. Elaborar les propostes que permetin establir la posició espanyola davant la Unió Europea i altres organismes o fòrums internacionals en relació amb les competències anteriors i representar i actuar com a interlocutor davant aquestes instàncies internacionals, sense menyscapte de les competències d'altres òrgans directius del Departament, ni les competències d'altres Departaments ministerials.

## Estructura
De la Direcció general depenen els següents òrgans: 
- Subdirecció General de Foment Industrial i Associatiu Agroalimentari.
- Subdirecció General d'Estructura de la Cadena Alimentària.
- Subdirecció General de Qualitat Diferenciada i Producció Ecològica.
- Subdirecció General de Promoció Alimentària.
- Subdirecció General de Control i de Laboratoris Alimentaris.

## Llista de directors generals
- José Miguel Herrero Velasco (2018-)[2]
- Fernando José Burgaz Moreno (2012-2018)[3]
- Isabel Bombal Díaz (2009-2011) (Directora general d'Indústria i Mercats Alimentaris)
- Almudena Rodríguez Sánchez-Beato (2006-2008) (Directora general d'Indústria Agroalimentària i Alimentació)
- María Echevarría Viñuela (2005-2006)
- Jorge Antonio Santiso Blanco (2004-2005)